# Malaysia Open 1954
Die Malaysia Open 1954 im Badminton fanden vom 19. bis zum 22. August 1954 in Penang statt.

## Finalergebnisse
| Disziplin    | Sieger                        | Finalist                   | Ergebnis            |
| ------------ | ----------------------------- | -------------------------- | ------------------- |
| Herreneinzel | Ong Poh Lim                   | Ooi Teik Hock              | 9–15, 15–1, 15–7    |
| Dameneinzel  | Cecilia Samuel                | Tan Eng Looi               | 11–4, 11–0          |
| Herrendoppel | Chan Kon Leong Lim Kee Fong   | See Chin Leong Lim Say Hup | 15–10, 18–13        |
| Damendoppel  | Cecilia Samuel Phua Yoke Chin | Tan Eng Looi Lam Kit Lin   | 17–14, 4–15, 15–6   |
| Mixed        | Chan Kon Leong Cecilia Samuel | Tan Jin Eong Tan Eng Looi  | 15–10, 10–15, 18–16 |